# Salix alaxensis
Salix alaxensis là một loài thực vật có hoa trong họ Liễu. Loài này được (Andersson) Coville miêu tả khoa học đầu tiên năm 1900.

## Hình ảnh

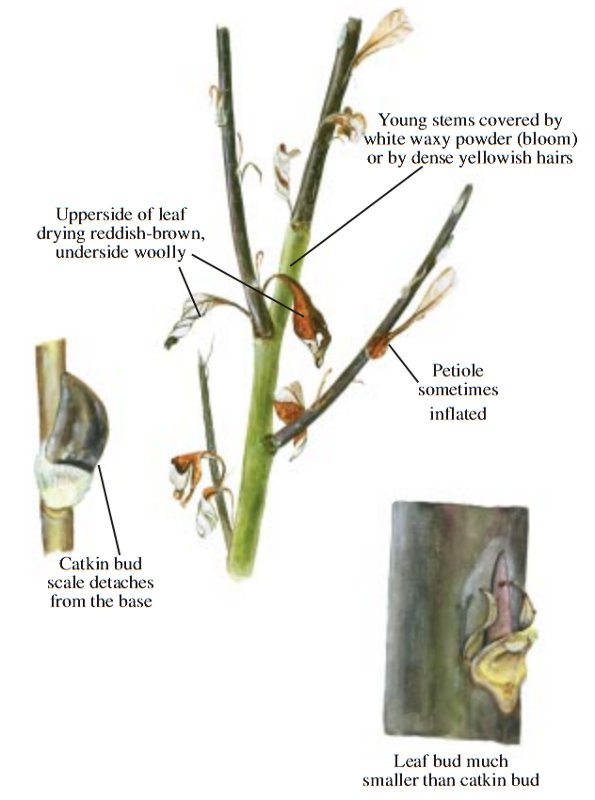
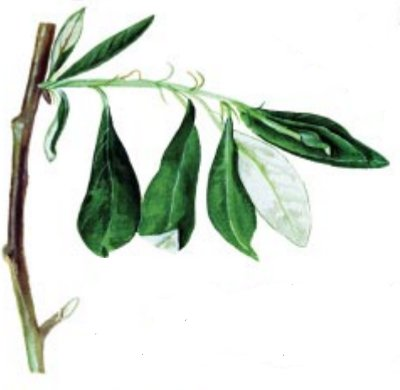